# 18. Arany Málna-gála
A 18. Arany Málna-gálán (Razzies) – az Oscar-díj-átadó paródiájaként – az amerikai filmipar 1997. évi legrosszabb alkotásait, illetve alkotóit díjazták tizenkét kategóriában. A díjazottak megnevezésére 1998. március 22-én, a 70. Oscar-gála előtti estén került sor a Huntley Hotel „Garden” termében.
1998-ban John Wilson egy újabb kategóriát hozott létre „Az emberi élet és a közjavak leggondatlanabb semmibevétele” elnevezéssel – utalva ezzel az akciófilmek vad, legtöbbször indokolatlan, öncélú, különösebb következmények nélküli rombolásaira.
A legtöbb „elismerést” (5 jelölésből 5 díj) Kevin Costner kalandfilmje, A jövő hírnöke kapta. Ugyancsak 5 jelölésből 3 díjjal illették a hongkongi Tsui Hark Nyerő páros című akciófilmjét. A jelölések számával kimagaslott a mezőnyből a Batman és Robin (11 jelölés, 1 díj), a Féktelenül 2. – Teljes gőzzel (8 jelölés, 1 díj), az Anakonda (6 jelölés), a Tűz a mélyben (4 jelölés), valamint Az elveszett világ: Jurassic Park (3 jelölés).
Brian Helgeland forgatókönyvíró, aki a díjkiosztó utáni napon, a Szigorúan bizalmas című thriller egyik szerzőjeként Oscar-díjat vehetett át, A jövő hírnöke című film  egyik alkotójaként elfogadta a legrosszabb forgatókönyvnek odaítélt Arany Málna díjat. A két trófeát egymás mellett tartja a kandallópárkányon, hogy emlékeztesse őt „Hollywood korlátokat nem ismerő természetére”. Amikor a Warner Bros. egyik irodájában átvette a díjat John Wilsontól, egy rövid, önkritikus, az „elismerés” humorát értékelő válaszbeszédet tartott.

## Díjazottak és jelöltek
| „Győztes” |

| Kategória                                                  | „Győztesek” és jelöltek |
| ---------------------------------------------------------- | --- |
| Legrosszabb film                                           | A jövő hírnöke, producer: Kevin Costner, Steve Tisch és Jim Wilson (Warner Bros.)                                                                     |
| Legrosszabb film                                           | Anakonda, producer: Verna Harrah, Leonard Rabinowitz és Carole Little (Columbia Pictures)                                                             |
| Legrosszabb film                                           | Batman és Robin, producer: Peter MacGregor-Scott (Warner Bros.)                                                                                       |
| Legrosszabb film                                           | Féktelenül 2. – Teljes gőzzel, producer: Jan de Bont és Michael Peyser (20th Century Fox)                                                             |
| Legrosszabb film                                           | Tűz a mélyben, producer: Julius R. Nasso és Steven Seagal (Warner Bros.)                                                                              |
| Legrosszabb remake vagy folytatás                          | Féktelenül 2. – Teljes gőzzel, producer: Jan de Bont és Michael Peyser (20th Century Fox)                                                             |
| Legrosszabb remake vagy folytatás                          | Az elveszett világ: Jurassic Park, producer: Gerald R. Molen és Colin Wilson (Universal Studios)                                                      |
| Legrosszabb remake vagy folytatás                          | Batman és Robin, producer: Peter MacGregor-Scott (Warner Bros.)                                                                                       |
| Legrosszabb remake vagy folytatás                          | Gyagyások serege , producer: Bill Sheinberg, Jonathan Sheinberg és Sid Sheinberg (Universal Studios)                                                  |
| Legrosszabb remake vagy folytatás                          | Reszkessetek, betörők! 3., producer: Hilton A. Green és John Hughes (20th Century Fox)                                                                |
| Legrosszabb férfi főszereplő                               | Kevin Costner – A jövő hírnöke mint a postás (Gordon Krantz)                                                                                          |
| Legrosszabb férfi főszereplő                               | Val Kilmer – Az Angyal |
| Legrosszabb férfi főszereplő                               | Shaquille O’Neal – Acélzsaru |
| Legrosszabb férfi főszereplő                               | Steven Seagal – Tűz a mélyben |
| Legrosszabb férfi főszereplő                               | Jon Voight – Anakonda |
| Legrosszabb női főszereplő                                 | Demi Moore – G. I. Jane mint Jordan O’Neil |
| Legrosszabb női főszereplő                                 | Sandra Bullock – Féktelenül 2. – Teljes gőzzel |
| Legrosszabb női főszereplő                                 | Fran Drescher – A szépész és a szörnyeteg |
| Legrosszabb női főszereplő                                 | Lauren Holly – A szemünk fénye akció és Légörvény |
| Legrosszabb női főszereplő                                 | Alicia Silverstone – Segítség, elraboltam magam! |
| Legrosszabb férfi mellékszereplő                           | Dennis Rodman – Nyerő páros mint Yaz |
| Legrosszabb férfi mellékszereplő                           | Willem Dafoe – Féktelenül 2. – Teljes gőzzel |
| Legrosszabb férfi mellékszereplő                           | Chris O’Donnell – Batman és Robin |
| Legrosszabb férfi mellékszereplő                           | Arnold Schwarzenegger – Batman és Robin |
| Legrosszabb férfi mellékszereplő                           | Jon Voight – Különösen veszélyes és Halálkanyar |
| Legrosszabb női mellékszereplő                             | Alicia Silverstone – Batman és Robin mint Barbara Wilson / Batgirl                                                                                    |
| Legrosszabb női mellékszereplő                             | Faye Dunaway – Albínó aligátor |
| Legrosszabb női mellékszereplő                             | Milla Jovovich – Az ötödik elem |
| Legrosszabb női mellékszereplő                             | Julia Louis-Dreyfus – Apák napja |
| Legrosszabb női mellékszereplő                             | Uma Thurman – Batman és Robin |
| Legrosszabb filmes páros                                   | Dennis Rodman és Jean-Claude Van Damme – Nyerő páros                                                                                                  |
| Legrosszabb filmes páros                                   | Sandra Bullock és Jason Patric – Féktelenül 2. – Teljes gőzzel                                                                                        |
| Legrosszabb filmes páros                                   | George Clooney és Chris O’Donnell – Batman és Robin                                                                                                   |
| Legrosszabb filmes páros                                   | Steven Seagal és gitárja – Tűz a mélyben |
| Legrosszabb filmes páros                                   | Jon Voight és az animált anakonda – Anakonda |
| Legrosszabb rendező                                        | Kevin Costner – A jövő hírnöke |
| Legrosszabb rendező                                        | Jan de Bont – Féktelenül 2. – Teljes gőzzel |
| Legrosszabb rendező                                        | Luis Llosa – Anakonda |
| Legrosszabb rendező                                        | Joel Schumacher – Batman és Robin |
| Legrosszabb rendező                                        | Oliver Stone – Halálkanyar |
| Legrosszabb forgatókönyv                                   | A jövő hírnöke, forgatókönyv: Eric Roth és Brian Helgeland, David Brin regénye alapján                                                                |
| Legrosszabb forgatókönyv                                   | Anakonda, írta: Hans Bauer, Jim Cash és Jack Epps Jr.                                                                                                 |
| Legrosszabb forgatókönyv                                   | Az elveszett világ: Jurassic Park, forgatókönyv: David Koepp; Michael Crichton: Szörnyek szigete című regénye alapján                                 |
| Legrosszabb forgatókönyv                                   | Batman és Robin, írta: Akiva Goldsman |
| Legrosszabb forgatókönyv                                   | Féktelenül 2. – Teljes gőzzel, forgatókönyv: Randall McCormick és Jeff Nathanson, Jan de Bont és McCormick ötlete alapján                             |
| Legrosszabb új sztár                                       | Dennis Rodman – Nyerő páros mint Yaz |
| Legrosszabb új sztár                                       | Az animált anakonda – Anakonda |
| Legrosszabb új sztár                                       | Tori Spelling – Jackie O őrült szenvedélye és Sikoly 2                                                                                                |
| Legrosszabb új sztár                                       | Howard Stern – Intim részek |
| Legrosszabb új sztár                                       | Chris Tucker – Az ötödik elem és Pénz beszél... |
| Legrosszabb „eredeti” dal                                  | A jövő hírnöke teljes zenei anyaga, szöveg és zene: Jeffrey Barr, Glenn Burke, John Coinman, Joe Flood, Blair Forward, Maria Machado, and Jono Manson |
| Legrosszabb „eredeti” dal                                  | Batman és Robin „The End Is the Beginning Is the End” című dala, írta: Billy Corgan                                                                   |
| Legrosszabb „eredeti” dal                                  | Tűz a mélyben „Fire Down Below” című dala, zene és szöveg: Steven Seagal és Mark Collie                                                               |
| Legrosszabb „eredeti” dal                                  | Con Air – A fegyencjárat „How Do I Live” című dala, írta: Diane Warren                                                                                |
| Legrosszabb „eredeti” dal                                  | Féktelenül 2. – Teljes gőzzel „My Dream” című dala, írta: Orville Burrell, Robert Livingston és Dennis Haliburton                                     |
| Az emberi élet és a közjavak leggondatlanabb semmibevétele | Con Air – A fegyencjárat (Touchstone Pictures) |
| Az emberi élet és a közjavak leggondatlanabb semmibevétele | Batman és Robin (Warner Bros.) |
| Az emberi élet és a közjavak leggondatlanabb semmibevétele | Az elveszett világ: Jurassic Park (Universal Studios)                                                                                                 |
| Az emberi élet és a közjavak leggondatlanabb semmibevétele | Légörvény (Metro-Goldwyn-Mayer) |
| Az emberi élet és a közjavak leggondatlanabb semmibevétele | Tűzhányó (20th Century Fox) |

## A kategóriákban előforduló filmek
| Jelölés | Díj | Magyar cím                        | Eredeti cím                   |
| ------- | --- | --------------------------------- | ----------------------------- |
| 11      | 1   | Batman és Robin                   | Batman & Robin                |
| 8       | 1   | Féktelenül 2. – Teljes gőzzel     | Speed 2: Cruise Control       |
| 6       | 0   | Anakonda                          | Anaconda                      |
| 5       | 5   | A jövő hírnöke                    | The Postman                   |
| 4       | 0   | Tűz a mélyben                     | Fire Down Below               |
| 3       | 0   | Az elveszett világ: Jurassic Park | The Lost World: Jurassic Park |
| 3       | 3   | Nyerő páros                       | Double Team                   |
| 2       | 0   | Az ötödik elem                    | The Fifth Element             |
| 2       | 1   | Con Air – A fegyencjárat          | Con Air                       |
| 2       | 0   | Halálkanyar                       | U Turn                        |
| 2       | 0   | Légörvény                         | Turbulence                    |
| 1       | 1   | G. I. Jane                        | G.I. Jane                     |
| 1       | 0   | Acélzsaru                         | Steel                         |
| 1       | 0   | Albínó aligátor                   | Albino Alligator              |
| 1       | 0   | Apák napja                        | Fathers' Day                  |
| 1       | 0   | A szemünk fénye akció             | A Smile Like Yours            |
| 1       | 0   | A szépész és a szörnyeteg         | The Beautician and the Beast  |
| 1       | 0   | Az Angyal                         | The Saint                     |
| 1       | 0   | Gyagyások serege                  | McHale's Navy                 |
| 1       | 0   | Intim részek                      | Private Parts                 |
| 1       | 0   | Jackie O őrült szenvedélye        | The House of Yes              |
| 1       | 0   | Különösen veszélyes               | Most Wanted                   |
| 1       | 0   | Pénz beszél...                    | Money Talks                   |
| 1       | 0   | Reszkessetek, betörők! 3.         | Home Alone 3                  |
| 1       | 0   | Segítség, elraboltam magam!       | Excess Baggage                |
| 1       | 0   | Sikoly 2                          | Scream 2                      |
| 1       | 0   | Tűzhányó                          | Volcano                       |